# Granit och morän
Granit och morän är ett studioalbum av Lars Winnerbäck, utgivet 17 juni 2016 på Universal. Lars Winnerbäck har också producerat albumet, tillsammans med Jerker Odelholm, som också spelat bas.

## Låtlista
Text och musik av Lars Winnerbäck på samtliga låtar:
1. Lågsäsong
2. Kommer och går
3. Sysselmannen
4. Möt mig på stationen
5. Köpt en bil
6. Granit och morän
7. Blues of a Salesman
8. Visst har vi glömt
9. En vän i solen
10. Khom loy

## Medverkande
- Lars Winnerbäck, sång och gitarr.
- Jerker Odelholm, bas.
- Robert Eriksson, trummor.
- David Nyström, keyboard.